# László Huzsvár

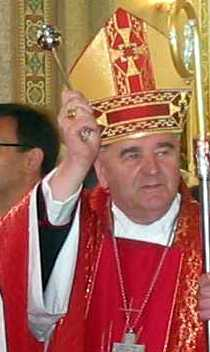
László Huzsvár

László Huzsvár (* 21. Februar 1931 in Horgoš; † 10. Dezember 2016 in Subotica) war ein serbischer Geistlicher und römisch-katholischer Bischof von Zrenjanin.

## Leben
László Huzsvár empfing am 29. Juni 1958 die Priesterweihe.
Papst Johannes Paul II. ernannte ihn am 7. Januar 1988 zum Bischof von Zrenjanin. Der Apostolische Pro-Nuntius in Jugoslawien, Erzbischof Gabriel Montalvo Higuera, spendete ihm am 14. Februar desselben Jahres die Bischofsweihe; Mitkonsekratoren waren Franc Perko, Erzbischof von Belgrad-Smederevo, und Tamás Jung, bis dahin Apostolischer Administrator von Zrenjanin.
Am 30. Juni 2007 nahm Papst Benedikt XVI. sein altersbedingtes Rücktrittsgesuch an.